# Gaga: Five Foot Two
Pour plus de détails, voir Fiche technique et Distribution.
Gaga: Five Foot Two est un documentaire réalisé par Chris Moukarbel, sorti en 2017 sur la plateforme Netflix. Il retrace les événements entourant la production et la sortie du cinquième album studio de la chanteuse, Joanne, et sa performance à la mi-temps du Super Bowl LI.Le film est diffusé en avant-première lors du Festival international du film de Toronto 2017 avant de bénéficier d'une sortie mondiale en streaming le 22 septembre 2017. 

## Synopsis
Selon Netflix, le documentaire est de style Cinéma direct, comme pour donner aux téléspectateurs « un accès non filtré, dans les coulisses » à une année dans la vie de Gaga pendant laquelle ils découvrent la production et la sortie de son cinquième album studio, Joanne. De nombreux événements sont évoqués, notamment ses relations avec son entourage, ses rencontres avec ses fans et sa lutte contre les douleurs chroniques causées par la fibromyalgie. Le documentaire donne également un regard complet sur la création et l'exécution de sa performance à la mi-temps du Super Bowl LI, saluée par la critique, ainsi qu'une variété d'autres sujets et événements, dont sa vie privée, le tournage de son rôle dans American Horror Story : Roanoke, et une discussion sur sa querelle avec la chanteuse Madonna. 

## Distribution
- Lady Gaga, elle-même ;
- Angelina Calderone Germanotta, grand-mère ;
- Cynthia Germanotta, mère ;
- Joe Germanotta, père ;
- Natali Germanotta, sœur ;
- Sonja Durham, membre de l'équipe de Haus of Gaga et amie ;
- Bobby Campbell, manager ;
- Tony Bennett, musicien ;
- Brian Newman, musicien ;
- Florence Welch, musicien ;
- BloodPop, producteur ;
- Mark Ronson, producteur ;
- Richy Jackson, chorégraphe ;
- Frederic Aspiras, coiffeur ;
- Ruth Hogben, réalisateur ;
- Donatella Versace, styliste de mode.

## Fiche technique
- Titre : Gaga: Five Foot Two
- Réalisation : Chris Moukarbel
- Musique : Bobby Beausoleil et Patrick Belaga
- Photographie : Chris Moukarbel
- Montage : Greg Arata, Nick Bradford et Jennifer Harrington
- Production : Bobby Campbell, Lady Gaga, Chris Moukarbel, Heather Parry et Tessa Treadway
- Société de production : Live Nation Productions, Mermaid Films et Permanent Wave
- Pays :  États-Unis
- Genre : Documentaire
- Durée : 100 minutes
- Dates de sortie : 
  - Netflix : 22 septembre 2017

## Accueil
Le film a reçu un accueil favorable de la critique. Il obtient un score moyen de 63 % sur Metacritic.